# Dalida
Dalida (rodným jménem Iolanda Cristina Gigliotti; 17. ledna 1933 Káhira – 3. května 1987 Paříž) byla přední francouzská zpěvačka a příležitostná herečka, narozená v Egyptě italským rodičům, která za svou kariéru prodala více než 130 milionů desek po celém světě.
Zpočátku její repertoár tvořily zejména baladické písně a francouzské adaptace světových hitů 50. let, kdy svou kariéru písní Madona započala. Když začátkem 60. let přišla do Francie vlna yé-yé, zařadila i tyto písně do svého repertoáru. Její stále stoupající obliba byla patrná i v tom, že pro ni začali čím dál tím více komponovat hudbu a psát texty nejlepší francouzští autoři své doby, jako byl Pierre Delanoë, Pascal Sevran, Didier Barbelivien, Serge Lama a další.
Konec 60. let byl poznamenám smrtí jejího přítele italského zpěváka Luigiho Tenca, kterého našla v hotelovém pokoji mrtvého. Tato tragická událost se promítla i do jejích písní, jimž začaly vévodit písně stylu „chanson à texte“ (šansonové písně) s hluboce lidskými příběhy, k nimž se v druhé polovině 70. let přidaly písně ve stylu disco, jehož se stala vůbec první francouzskou interpretkou, když v roce 1976 natočila disco-verzi písně J'attendrai. Ze skladeb, které pocházejí z jejích posledních desek vydaných za jejího života je patrné, že se cítila nešťastně a osaměle, protože nemohla mít děti, nepodařilo se jít nalézt milujícího partnera a začínala víc a víc pociťovat přicházející stáří, na kterém nespatřovala nic pozitivního. Proto se také v noci z 2. května na 3. května 1987 rozhodla ve svém domě na rue d'Orchampt na Montmartru předávkovat barbituráty, zapít je alkoholem a odejít. Jediný vzkaz, který těsně předtím, než zemřela, napsala, zněl: „Život se mi stal nesnesitelným. Odpusťe mi.“
Její bratr Orlando (vlastním jménem Bruno Gigliotti) byl od 70. let jejím producentem a po její smrti se stal ochranitelem jejího odkazu. Díky němu vycházejí každým rokem nové nosiče s původními, ale i remixovými nahrávkami a Dalidu tak mají možnost poznávat další a další generace.
Své písně zpívala ve více než 10 jazycích, kromě francouzštiny (přes 600 písní), italštiny (přes 400 písní) a arabštiny to bylo též v řečtině, němčině, angličtině, japonštině, hebrejštině, nizozemštině a španělštině.
Náleží ji označení Mademoiselle succès, Mademoiselle Bambino, Disco královna, Zpěvačka míru a řada dalších.
Byla první zpěvačkou na celém světě, která obdržela diamantovou desku za 85 milionů prodaných desek. Do konce její kariéry jich stihla prodat ještě dalších 40 milionů.
Od padesátých let se stala číslem jedna na obálkách novin, magazínů a časopisů. Říká se, že byla fotografována více než Elvis Presley nebo Brigitte Bardotová.
Jako jediný umělec vůbec získala Médaille de la Présidence de la République, kterou jí v roce 1968 udělil francouzský prezident Charles de Gaulle.

## Život

### Mládí (1933–1957)
Dalida se narodila v Káhiře jako nejmladší z dětí Pietra a Giuseppiny Gigliottiových. Její rodiče emigrovali z chudého jihu Itálie v době hospodářské krize a otec se nakonec v Káhiře uchytil coby houslista orchestru káhirské opery. Její matka zůstala ženou v domácnosti. Měla dva starší bratry, Bruna a Orlanda, ze kterých se ten mladší, Bruno, pod uměleckým jménem Orlando posléze stal jejím manažerem a vydavatelem. Stejně jako ostatní mladá děvčata v té době byla připravována na svoji budoucí roli manželky a matky. Po základní škole studovala střední školu zaměřenou na sekretářské práce a díky tomu se kromě psaní na stroji a podobných dovedností naučila též základy několika cizích jazyků. Nakonec hovořila pěti jazyky (tj. italsky, arabsky, francouzsky, německy a anglicky). Jako malé děvče byla fyzicky slabá a do svých čtyř let musela prodělat dvě vážné oční operace. Problémy s očima ovšem bylo to, co ji pronásledovalo až do konce jejího života. Jako malá nebyla nijak oslnivě krásná dívka, nicméně během puberty doslova rozkvetla v půvabnou mladou ženu.
I když se měla podle představ své rodiny vdát za solidního partnera a vést normální rodinný život jako tisíce jiných žen, ji samotnou to nijak nelákalo. V hloubi duše jako dospívající dívka věřila že se stane, jako jedna z jejích vzdálených tet, filmovou herečkou. V 17 letech vyhrála svoji první soutěž krásy zvanou Miss Ondina a následně v 21 letech soutěž Miss Egypt. Po tomto úspěchu dostala i své první filmové role, nejdříve jako dabérka a následně jednu z hlavních rolí ve filmu Sklenka vody a cigareta, kde si i zazpívala a zatančila, aniž tušila, že se zpěv stane jejím hlavním životním posláním. Nicméně navzdory tomuto úspěchu se jí zdály šance v Egyptě příliš malé, a tak se rozhodla opustit Káhiru a odcestovat do Paříže. Tam odletěla na Štědrý den roku 1954. Počátky jejího pobytu v Paříži byly kruté. Stále se ze začátku snažila získat angažmá coby herečka, avšak aby neztrácela čas, začala navštěvovat hodiny zpěvu u Rolanda Bergera. Ten rychle vycítil její talent pro zpěv a během relativně krátké doby dokázal změnit Yolandin hlas tak, že mohla vystupovat na veřejnosti jako zpěvačka. Berger jí dohodil vystoupení v kabaretu Villa d'Este a tam začala vystupovat pod pseudonymem Dalila. Zde ji uviděl ředitel Olympie Bruno Coquatrix a pozval ji, v té době už coby Dalidu, do Olympie. Následovala její první vystoupení v rozhlase na stanici Europe 1, které nebylo hned tak úspěšné, nicméně následovala píseň „Bambino“ a do té doby neznámá Dalida se stala počátkem roku 1957 okamžitě hvězdou Francie. Její kariéra prudce stoupala a každá další píseň či deska znamenala obrovský úspěch.

### Kariéra (1959–1968)
V roce 1959 už vyjíždí na zahraniční turné, zajíždí i do rodného Egypta. Rok před tím si pořizuje své vlastní první bydlení, velký mezonetový byt na Rue d'Ankara v Paříži. V té době se také velice sblížila s ředitelem rozhlasové stanice Europe 1 Lucinenem Morissem, za kterého se 8. dubna 1961 provdala. Manželství se však záhy rozpadlo, nakonec se rozvedli a ona se už do konce života znovu nevdala.
Počátkem 60. let dorazil i do Francie nový druh hudby zvaný ye-ye, což byla místní verze rock-n-rollu, tak odlišná od písní, jež Dalida zpívala v předcházejícím desetiletí. I s tím se dokázala vypořádat po svém a v následujícím roce už na tom byla tak dobře, že si koupila známý dům na rue d'Orchampt na Montmartru, kousek od basiliky Sacré-Coeur a náměstí malířů Place du Tertre. V těchto létech zpívala jak veselé písničky jako jsou třeba „Itsi bitsi petit bikini“, „Le petit Gonzales“, „La danse de Zorba“ a další, na druhé straně do svých představení zařazovala i klasické písně a balady jako „O Sole Mio“, „Parle-moi d'amour“, „Romantica“ (favorit festivalu San Remo 1960), „Que sont devenues les fleurs“ a mnoho podobných. Také si zahrála v několika filmech. 13. srpna 1964 šokovala své publikum tím že se z uhrančivé brunety změnila v zářivou blondýnu, kterou zůstala až do své smrti.
V roce 1966 se seznámila s italským zpěvákem Luigi Tencem. Zprvu pracovní a obchodní vztah přerostl v milostný poměr (alespoň ona to tak cítila) a vrcholem jejich spolupráce mělo být vystoupení na soutěžním festivalu v San Remu v lednu 1967. Tenco chtěl vyhrát a Dalida mu měla pomoci (soutěžní píseň zpíval jak domácí interpret, tak i host, v jeho případě Dalida). Soutěž dopadla pro Tenca špatně, nevyhrál. Ten večer odjel zpět do hotelu, kde podle oficiální policejní verze spáchal sebevraždu. Dalida, která ho našla mrtvého, sice naoko situaci zvládla, nicméně přesně za měsíc, 27. února, se pokusila spáchat sebevraždu v pařížském hotelu Prince de Galles požitím velkého množství prášků na spaní. Byla včas objevena pokojskou, odvezena do nemocnice a po 122 hodinách v bezvědomí se probrala zpět do života. Zpátky do světa showbyznysu se vrátila 8. června 1967, kdy vystoupila s písní „Les grilles de ma maison“ v televizním pořadu Guye Luxe Palmarès des chansons.
Na podzim roku 1967 se s obrovským úspěchem vrátila do Olympie. Současně s návratem na hudební scénu se sama soustředila na vlastní sebevzdělávání a mimo jiné objevila svět psychoanalýzy Sigmunda Freuda a východních filozofií. V roce 1968 obdržela nejvýznamnější ocenění, jež mohla dostat. Francouzskou akademií věd a umění jí byl udělen „Croix de Vermeil Commandeur arts science et letters“ čili „Rubínový kříž rytíře umění, věd a literatury“, byla zvolena za „Kmotru dětí Montmartru“, obdržela Čestnou medaili města Paříže ale hlavně, a to jako jedinému umělci v historii, jí 5. prosince 1968 prezident Francouzské republiky generál de Gaulle předal Medaili Prezidenta republiky.

### Vrchol kariéry (1970–1980)
V roce 1970 měla velký úspěch s písní „Darla Dirladada“ a v roce následujícím si po roztržce s ředitelem Olympie Bruno Coquatrixem tento sál pronajala sama pro sebe na tři týdny a každý večer měla vyprodáno. V těchto létech se Dalida hodně změnila, zvážněla a také změnila své image. Při svých představeních většinou vystupovala sama v dlouhých bílých jednoduchých, ale elegantních šatech a zpívala své krásné a nezapomenutelné balady. Toto období je nazýváno obdobím Dalidy – bílé madony kdy její hlas získal svoji hlubokou smyslnost a v té samé době též zajímavý, „sametový“, úžasně citlivý nádech. Objevuje se v jejích tak krásných písních jako jsou „Deux colombes“, „Ils ont changé ma chanson“, „Avec le temps“, „Pour ne pas vivre seul“, „Je suis malade“ a v mnoha dalších.
70. léta minulého století byla pro její kariéru optimální dobou. V tomto čase panovalo skutečné nadšení a poptávka po televizních „kabaretech“ a velkých revuálních pořadech a ona se stala jejich nedílnou součástí s tím, že prakticky nepřetržitě vystupovala ve francouzské televizi a cestovala, aby se objevovala v těchto nových „varietních“ představeních i jinde po světě. To byl pro ni optimální způsob, jak si udržet světovou popularitu bez nutnosti absolvovat vyčerpávající koncertní turné. Nicméně pokračovala ve svých pravidelných koncertech v Olympii např. v létech 1971, 1974 a 1977. A dále samozřejmě cestovala a zpívala na živých koncertech po celém světě. Během těchto svých cest navštívila v prosinci 1977 poprvé a naposled Prahu, kde měla v Paláci Lucerna dva koncerty a vystupovala ve stejných šatech jako v Olympii. Jeden koncert měla též ve slovenských Košicích. V tomto období uvedla další ze svých nesmrtelných písní jako je „Gigi l’amoroso“, která je velice originální skladbou trvající celých sedm a půl minuty, vyznačující se kombinací zpěvu a mluveného slova, a která stala se jednou z nejznámějších písní celé její kariéry, „Il venait d'avoir 18 ans“, „Une femme à quarante ans“, „Salma ya salama“ a další.
V roce 1972 se seznámila s Richardem Chanfrayem, který se vydával za nesmrtelného hraběte Saint-Germain. Navzdory tomu, že to byl svým způsobem podvodník, učinil ji po určitou dobu šťastnou. Nicméně toto období skončilo v červnu 1976, kdy Chanfray nešťastně postřelil přítele její hospodyně a následně byl odsouzen. Koncem 70. let nastupovala vlna diskotékové hudby, tak odlišné od šansonů a balad předcházejícího období, a Dalida se s ní také vyrovnala velice úspěšně. V roce 1976 uvedla „Disco“ verzi původně italské písně „J'attendrai“, následovala „Besame mucho“, „Tico Tico“, „Amor amor“, „Les feuilles mortes“ a další. Koncem roku 1978 následoval velice úspěšný zájezd do Spojených států. 29. listopadu tak ohromila publikum ve slavné Carnegie Hall v New Yorku. Doprovázena neskutečným úspěchem svého amerického vystoupení se vrátila zpět do Francie, kde šla rovnou do nahrávacího studia, aby připravila další písně. V létě 1979 byla zpět na prvních místech francouzských hitparád s „Monday, Tuesday“, hitem, jímž se opět velice úspěšně vypořádala s diskotékovou vlnou.
Kolem roku 1980 jí už bylo hodně přes 40 let, ale ona se jevila jako by nad ní příroda a čas neměly žádnou moc, jako by byla z jiného světa, jako by byla nesmrtelná. Vypadala na svůj věk velmi mladě a zlí jazykové říkali, že podstoupila několik plastických operací, což ovšem nebyla pravda. Ve skutečnosti si svoji tělesnou kondici a figuru udržovala zdravou a přiměřenou stravou a dále pohybem, velice intenzivně se věnovala i ve svém věku cvičení a tanci, a chtěla-li uspět coby diskotéková hvězda a stačit svým o generaci mladším tanečníkům a potenciálním konkurentům v tomto druhu hudby, musela na sobě tvrdě pracovat. Dalida, nyní na vrcholu své slávy zahájila 80. léta ohromující show v holywoodském stylu. 5. ledna 1980 se uskutečnila premiéra jejího nového programu v Palais-des-Sports v Bercy v Paříži.
Představení se uskutečnila každý večer od 5. do 18. ledna 1980 a všechna byla zcela vyprodaná. Dalida se objevila na jevišti jak v třpytivých šatech s flitry, tak i ve zcela klasických zdobených peřím a se skvělou choreografií od Lestera Wilsona, obklopena jedenáctičlenným tanečním souborem, se dvěma zpěváky tmavé pleti v pozadí, skupinou třinácti hudebníků a propracovanými kulisami na jevišti a předvedla směs svého působivého hudebního repertoáru v broadwayském stylu což byla skutečná pastva pro oči a uši. Tato show způsobila obrovskou senzaci a zprávy o ní byly na titulních stranách nejdříve ve Francii a poté v Evropě, Japonsku a Středním východě.

### Závěr kariéry a smrt (1981–1987)
V roce 1981 se uskutečnilo její představení v Olympii, při kterém jako první žena v historii pop music obdržela diamantovou desku za prodaných 85 miliónů desek. K působivé sbírce 55 zlatých desek a množství dalších cen, tak přibylo ocenění nejvyšší. V následujících létech stále vystupovala a nahrávala další písně jako například „Mourir sur scéne“, „Bravo“, „Partir ou mourir“ a „Lucas“. V této době se však zhoršily její potíže s očima, začalo jí vadit světlo a tak podstoupila další z nepříjemných očních operací. Krátce před svojí smrtí, v roce 1986, se konečně prosadila i jako herečka ve filmu Youssefa Chahina, který jí nabídl hlavní roli v svém novém projektu nazvaném „Šestého dne“. Film měl obrovský úspěch jak v Evropě tak i v Egyptě.
V roce 1985 už dosáhl prodej jejích nahrávek 100 miliónů kusů a ona nazpívala poslední ze svých úspěšných písní jako byly „Le visage de l'amour“, „Les hommes de ma vie“ nebo „Parce que je ne t'aime plus“. V posledních letech svého života udržovala postupně několik kratších vztahů, nicméně žádný z nich nevyústil v pevný partnerský svazek, který nyní už více než padesátiletá žena tak zoufale hledala. Na přelomu let 1986 a 1987 ještě sporadicky vystupovala, v dubnu 1987 se naposledy sešla se svými příznivci z fan klubu, koncem dubna měla poslední živé vystoupení v Turecku.
Nakonec bohužel pro sebe i milióny svých fanoušků a obdivovatelů po celém světě nedokázala najít nikoho, kdo by jí pomohl a dokázala tak překonat i toto pro ni tak těžké období jejího života. Svůj život tak dobrovolně ukončila během noci z 2. na 3. května 1987. Pod tlakem všech pro ni se hromadících negativních okolností a zcela fyzicky i psychicky vyčerpaná, zcela osamocena ve svém pohádkovém domě na rue d'Orchampt, spáchala sebevraždu požitím velkého množství barbiturátů. Na svém nočním stolku zanechala všem vzkaz: „Promiňte mi, život je pro mě nesnesitelný.“
Její pohřeb se konal 7. května 1987 v kostele St. Marie Madeleine v centru Paříže a na poslední cestu ji vyprovázely zcela dobrovolně davy těch, kteří ji milovali. Je pochována na Hřbitov Montmartre, kousek od svého bývalého domu. Byla pohřbena ve svých zlatých šatech a na každé výročí její smrti se u jejího hrobu setkává fanklub, který na tomto místě také nechává květiny.

## Vyznamenání
- komtur Řádu koruny – Belgie
- komtur Řádu Nilu – Egypt
- komandér Řádu čestné legie – Francie
- bronzová Medaile za národní obranu – Francie
- komandér Řádu umění a literatury – Francie
- komtur Řádu zásluh o Italskou republiku – Itálie

## Diskografie

### Singly ve Francii

#### Období Barclay
- 1956 – Flamenco bleu (Flamenco love)
- 1956 – Eh! ben (Hey there, Rosemary Clooneyová: 1954)
- 1956 – Por favor (Please)
- 1957 – Calypso italiano (Calypso italiano, Lou Monte: 1957)
- 1957 – Gondolier (With all my heart, Jodie Sands: 1957)
- 1958 – Dieu seul (Love me for ever, Jodie Sands: 1958)
- 1958 – Je pars (Alone: 1957)
- 1958 – Adieu monsieur mon amour (Text: Ted Gilbert, Sidney Norman)
- 1958 – Tu m'étais destinée (You are my destiny, Paul Anka: 1958)
- 1958 – Guitare et tambourin (Holiday in Naples, Pete de Angelis: 1958)
- 1959 – Tout l'amour (Passion flower)
- 1959 – Ce serait dommage (Impatient lover)
- 1959 – Mes frères (Manhattan spiritual: 1959)
- 1959 – Ne joue pas (What good does it do me)
- 1959 – Adonis (Adonis)
- 1959 – J'ai rêvé (Dream lover, Bobby Darin: 1959)
- 1959 – Mélodie pour un amour (Broken Hearted Melody, Sarah Vaughan: 1958)
- 1959 – Elle, lui et l'autre (The wedding)
- 1960 – T'aimer follement (Makin' love, Floyd Robinson: 1959)
- 1960 – Mon amour oubliez (Oh why/Sag warum: 1959)
- 1960 – Dans les rues de Bahia (Too Much Tequila)
- 1960 – Itsi bitsi petit bikini (Itsi bitsi teenie weenie polkadot bikini: 1960)
- 1960 – Bras dessus bras dessous (Why: 1959)
- 1960 – Ni chaud, ni froid (Johnny kissed a girl, Johanna: 1960)
- 1960 – Noël blanc (White Christmas, Irving Berlin: 1941)
- 1960 – Vive le vent (Jingle Bells: 1857)
- 1960 – La joie d'aimer (hudba k filmu The Unforgiven, Dimitri Tiomkin: 1960)
- 1960 – Garde-moi la dernière danse (Save the last dance for me, Ben E King a Les Drifter: 1960)
- 1960 – Ciao ciao mon amour (Angel of love: 1960)
- 1961 – Pepe (Pepe: 1960)
- 1961 – Quand tu dors près de moi (Goodbye again: 1961)
- 1961 – Nuits d'Espagne (Spanish harlem, Ben E King: 1960)
- 1961 – Tu peux le prendre (You can have her: 1961)
- 1961 – Avec une poignée de terre (A hundred pounds of clay: 1961)
- 1961 – Loin de moi (Without you: 1961)
- 1961 – Plus loin que la terre (Stranger from Durango: 1960)
- 1961 – Tu ne sais pas (You don't know, Helen Shapiro: 1961)
- 1961 – T'aimerai toujours (Wooden heart, Elvis Presley: 1961)

#### Období Orlando (distribuce Sonopresse)
- 1970 – Arlecchino (The comedy (Arlecchino), Sandie Shaw: 1970)
- 1970 – Diable de temps (Old devil time, Peter Segers: 1970)
- 1970 – Lady d'Arbanville (Lady d'Arbanville, Cat Stevens: 1970)
- 1970 – Ils ont changés ma chanson (What have they've done to my song, Melanie Safka: 1970)
- 1971 – Comment faire pour oublier (Stop! I don't wanna hear it anymore, Melanie Safka: 1971)
- 1971 – La rose que j'aimais (Hold on to what you've got, Bill and Buster: 1971)
- 1971 – Non (Why, Roger Whittaker: 1971)
- 1971 – Le fermier (Farmer, Randy Edelman: 1971)
- 1972 – Parle plus bas (Speak softly love, Andy Williams: 1972)
- 1973 – Lei lei (Rain rain rain, Simon Butterfly:1973)

#### Období Orlando (distribuce Carrère)
- 1978 – Le lambeth Walk (The lambeth Walk, Gracie Field: 1937)
- 1980 – Alabama song (Alabama song, Doors: 1967)
- 1980 – Money, money (Money money pro komediální muzikál Cabaret datant de 1966)
- 1981 – Americana (Americana, Alec Costandinos: 1977)
- 1981 – Nostalgie (Hearts, Marty Balin: 1981)
- 1981 – L'amour et moi (The love inside, Barbra Streisand: 1980)
- 1982 – J'aurais voulu danser (I could have dance all night pro komediální muzikál My fair lady: 1956)
- 1982 – Aba daba honeymoon (Aba daba honeymoon, 1914 chantée pro Debbies Reynolds: 1950)
- 1983 – Femme (Smile en 1936, Charlie Chaplin)
- 1984 – Pour te dire je t'aime (I just call to say i love you, Stevie Wonder: 1984)
- 1984 – Toutes ces heures loin de toi (Against All odds, Phil Collins: 1984)
- 1984 – C'était mon ami (Baby come to me, Patty Austin a James Igram: 1981)
- 1985 – Reviens-moi (Last Christmas, Wham: 1984)

### Singly vyšlé vČeskoslovensku(SUPRAPHON)
- Un tendre amour
- Petit homme
- Je préfère naturellement
- Dans ma chambre
- Amore scusami
- La valses des Vacances
- Je n'ai jamais pu t'oublier
- Allo tu m'entends?
- Tu ne sais pas
- Achète moi un Juke-Box
- Cordobas
- Fattouma (zpívá Orlando)
- Pensiamoci ogni sera
- Flamenco

### Sólová alba ve Francii

#### Produkce Barclay
- 1957 – Son Nom Est Dalida (první deska 33 otáček 25 cm)
- 1957 – Miguel (33 otáček 25 cm)
- 1958 – Gondolier (33 otáček 25 cm)
- 1958 – Les Gitans (33 otáček 25 cm)
- 1959 – Le Disque D'Or De Dalida (33 otáček 25 cm)
- 1959 – Love In Portofino (33 otáček 25 cm)
- 1960 – Les Enfants Du Pirée (33 otáček 25 cm)
- 1961 – Garde-Moi La Dernière Danse (33 otáček 25 cm)
- 1961 – Loin De Moi (33 otáček 25 cm)
- 1962 – Que Sont Devenues Les Fleurs ? (33 otáček 25 cm)
- 1963 – Eux (33 otáček 25 cm)
- 1964 – Amore Scusami (poslední deska 33 otáček 25 cm)
- 1965 – Il Silenzio (první deska 33 otáček 30 cm)
- 1967 – De Bambino A Il Silenzio (33 otáček 30 cm)
- 1967 – Olympia 67 (33 otáček studio 30 cm)
- 1968 – Le Temps Des Fleurs (33 otáček 30 cm)
- 1969 – Canta In Italiano (33 otáček 30 cm)
- 1969 – Ma Mère Me Disait (poslední 33 otáček 30 cm u Barclay)

#### Produkce I.S. Orlando, DistribuceSonopresse
- 1970 – Ils ont changé ma chanson (33 otáček 30 cm)
- 1971 – Une vie... (33 otáček 30 cm)
- 1972 – Olympia 1971 (33 otáček live 30 cm)
- 1972 – Il faut du temps (33 otáček 30 cm)
- 1973 – Sings in italian for you (33 otáček 30 cm)
- 1973 – Julien (33 otáček 30 cm)
- 1974 – Olympia 1974 (33 otáček live 30 cm)
- 1974 – Manuel (33 otáček 30 cm)
- 1975 – J'attendrai (33 otáček 30 cm)
- 1976 – Coup de chapeau au passé (33 otáček 30 cm)
- 1976 – Femme est la nuit (33 otáček 30 cm)
- 1977 – Olympia 1977 (33 otáček live 30 cm)
- 1977 – Dalida pour toujours (33 otáček 30 cm)
- 1977 – Salma ya salama (33 otáček 30 cm)

#### Produkce I.S. Orlando, DistribuceCarrere
- 1978 – Et Dieu créa Dalida... (33 otáček 30 cm)
- 1978 – Ça me fait rêver (33 otáček 30 cm)
- 1979 – Dédié à toi (33 otáček 30 cm)
- 1980 – Gigi in Paradisco (33 otáček 30 cm)
- 1980 – Eté 80 (33 otáček 30 cm)
- 1980 – Le spectacle du Palais des Sports 1980 (live 33 otáček 30 cm)
- 1981 – Olympia 81 (33 otáček studio 30 cm)
- 1982 – Spécial Dalida (33 otáček 30 cm)
- 1982 – La chanson du Mundial (33 otáček 30 cm)
- 1982 – Mondialement vôtre (33 otáček 30 cm)
- 1983 – Les p'tits mots (33 otáček 30 cm)
- 1983 – Femme... (33 otáček 30 cm)
- 1984 – Dali (33 otáček 30 cm)
- 1986 – Le Visage de l'Amour (33 otáček 30 cm)
- 1986 – Le Sixième Jour (compilation) (33 otáček 30 cm)
- 1986 – The best of Dalida – volume 1
- 1987 – The best of Dalida – volume 2
- 1987 – Pour en arriver-là (33 otáček 30 cm)
- 1988 – La voix de l'amour (33 otáček 30 cm)
- 1988 – Quelque part au soleil (33 otáček 30 cm)
- 1989 – Dalida mon amour (33 otáček 30 cm)
- 1990 – Dalida mon amour – volume 2 (33 otáček 30 cm)
- 1990 – Eté 90 – Let me dance

#### Produkce Orlando – Distribuce Carrère Music – Wea – Polygram – Universal
- 1991 – Italia Mia (Intégrale des titres en italiens, 7 CD)
- 1991 – Les Années Barclay (2 CD)
- 1991 – Les Années Barclay (Intégrale 1956–1970, 10 CD)
- 1992 – Ses Plus Grands Succès En Italien
- 1993 – Les Plus Beaux Concerts De Dalida (Coffret 4 CD)
- 1993 – Paroles, Paroles (Coffret 5 CD)
- 1995 – Comme Si J’Étais Là… (1er Album De Remixes)
- 1996 – À Ma Manière (Album De Remixes)
- 1997 – Les Années Barclay (1 CD)
- 1991 – Les Années Barclay (2 CD, Réédition)
- 1997 – Les Années Orlando (Intégrale 1970–1997, 12 CD, Edition Luxe Boîte À Bijoux)
- 1997 – Les Années Orlando (Compilation, 2 CD)
- 1997 – L'An 2005 (Album De Remixes)
- 1997 – Olympia 81 (Réédition du 33T en CD)
- 1997 – 40 Succès En Or (Digipack Or)
- 1998 – Escale Autour Du Monde (CD Extrait De L'Integrale Des Années Orlando)
- 1998 – Le Rêve Oriental (Album De Remixes)
- 1999 – Les 100 Plus Belles Chansons De Dalida (Coffret 5 CD)
- 1999 – Les Années Orlando (Intégrale 1970–1997, 12 CD, Réédition Nouvelle Présentation)
- 1999 – Ballades & Mots D'Amour
- 1999 – La Légende (Long-Box 3 CD)
- 2000 – Live, Instants D’Émotions
- 2000 – Dalida Story
- 2001 – 40 Succès En Or (Réédition Nouvelle Présentation Avec Livret)
- 2001 – Révolution (Album De Remixes)
- 2002 – L'Original, 15 Ans Déjà (Coffret 4 CD)
- 2002 – L'Original, 15 Ans Déjà (1 CD, Extrait Du Coffret (Extrait Du Coffret L'Original, 15 Ans Déjà)
- 2002 – Dalida Chante Les Grands Auteurs (Extrait Du Coffret L'Original, 15 Ans Déjà)
- 2003 – Dalida Chante Le 7ème Art (Extrait Du Coffret L'Original, 15 Ans Déjà)
- 2003 – The Remixes Of Her Greatest Success (Album De Remixes)
- 2004 – Olympia 74
- 2004 – Mademoiselle Succès (Coffret Imitation Teppaz Reprenant Les 18 33T Parus Chez Barclay Réédités En 18 CD)
- 2004 – 40 Succès En Or (Re-Réédition Avec Fourreau Or)
- 2005 – Dalida (B.O. Du Téléfilm Du Même Nom)
- 2006 – Les Années Disco
- 2007 – Les 101 Plus Belles Chansons, 20 Ans Déjà (Coffret 5 CD)
- 2007 – Olympia 74 (Réédition du 33T en CD)
- 2007 – De Bambino A Il Silenzio (Réédition du 33T en CD)
- 2008 – Sus Mas Grandes Exitos En Espagnol (Extrait Du Coffret D'Ici Et D'Ailleurs)
- 2008 – Les 50 Plus Belles Chansons (Coffret 3 CD)
- 2008 – Deutsch Gesang Ihre Grossen Erfolge (2 CD, Extrait Du Coffret D'Ici Et D'Ailleurs)
- 2009 – Glamorous (Extrait Du Coffret D'Ici Et D'Ailleurs)
- 2009 – Arabian Songs (Extrait Du Coffret D'Ici Et D'Ailleurs)
- 2009 – D'Ici Et D'Ailleurs (Coffret 7 CD)
- 2010 – Per Sempre (2 CD, Extrait Du Coffret D'Ici Et D'Ailleurs)
- 2010 – Les Tubes Disco de Dalida
- 2012 – Les Diamants Sont Éternels, 25 Ans Déjà (Intégrale 24 CD)
- 2012 – Depuis Qu'Elle Est Partie ... (Dalida Chante Ses Plus Grands Succès & Ils Chantent Dalida)

### Alba vydaná v Československu
- Dalida and Raymond Lefevre Orchestra (SUF 23125 / 10109)
- Dalida? Dalida! (SUP 13837 / 0430102)

### Nedokončené písně
Během své kariéry nahrála Dalida několik písní, které nebyly nikdy dokončeny. Zde jsou ty, o jejichž existenci víme:
- v roce 1970 : Solitude, francouzská verze písně La colpa è tua
- v roce 1974 : Mesdames, Messieurs… et Ma vie na 45 otáčkách

V dubnu 1987, dva týdny před svou smrtí, se připravoval nový singl s textem od Jean-Pierre Langa a hudbou od Jacques Moraliho. Měl se jmenovat La magie des mots. Instrumentální část byla již hotova, ale Dalida odešla jeden den před tím, než se měl její zpěv k této písni natáčet. Na druhé straně desky by se nacházela píseň Leçon de séduction od stejné dvojice autorů. Je ještě třeba dodat, že Orlando požádal slavnou dvojici fotografů Pierre et Gilles, aby nafotili obal k této desce. S Dalidou měli mít schůzku 5. května 1987.

## Filmografie
- 1954 – Joseph et ses frères avec Omar Sharif
- 1954 – Le masque de Toutankhamon
- 1955 – Un verre, une cigarette, Niazi Mostafa
- 1959 – Brigade des mœurs, Maurice Boutel
- 1958 – Rapt au deuxième bureau
- 1960 – Parlez-moi d'amour
- 1963 – L'Inconnue de Hong Kong, Jacques Poitrenaud avec Serge Gainsbourg
- 1965 – Ménage à l'italienne avec Ugo Tognazzi
- 1968 – Io ti amo de Antonio Margheriti
- 1977 – Comme sur des roulettes de Nina Companeez
- 1986 – Le Sixième Jour de Youssef Chahine

## Televize a film
- 1977 – Dalida Pour Toujours, autor: Michel Dumoulin
- 1984 – Dalida Ideále, autor: Jean-Christophe Averty
- 2005 – Dalida, dvoudílný televizní film (biografický), autor: Joyce Buñuel, v roli Dalidy: italská herečka Sabrina Ferilli
- 2016 – Dalida, životopisný film uvedený: 11. ledna 2017 (Francie), Režisérka: Lisa Azuelos, V roli Dalidy: italská herečka Sveva Alviti

## Živá alba
- 1972 – Olympia 71
- 1974 – Olympia 74
- 1977 – Olympia 77
- 1980 – Le spectacle du Palais des Sports 1980
- 1997 – Olympia 1959
- 2000 – Live! Instants d'Émotions

## České coververze písní z Dalidina repertoáru
- Amor, amor: Amor, Amor – Yvetta Simonová, Eva Pilarová a řada dalších
- Amore scusami: Odpusť mi, lásko má – Josef Zíma
- Avec le temps: Ten zloděj čas – Hana Hegerová
- Bang bang: Bang bang – Lucie Bílá
- Besame mucho: Bláhová láska – Yvetta Simonová
- Come prima: Jako tenkrát – Milan Chladil a řada dalších
- Ho lady Mary: Oh lady Mary – Milan Chladil
- J'attendrai: Věřím vám – R.A. Dvorský / Věřím dál – Yvetta Simonová
- Je suis malade: To mám tak ráda – Marie Rottrová
- Je te perds: Loudá se půlměsíc – Marta Kubišová
- La banda: La banda – Vladěna Krumlová / Banda – Yvetta Simonová
- La danse de Zorba: Trable, smutky, z kola ven – Yvetta Simonová
- La leçon de twist: Popocatepetl twist – Eva Pilarová
- La mamma: Máma – Marie Rottrová
- La vie en rose: Vyznání v růžích – Jiřina Salačová, Yvetta Simonová, Helena Vondráčková a řada dalších
- Le lambeth walk: Lambeth walk – R. A. Dvorský
- Les enfants du Pirée: Děti z Pirea – Yvetta Simonová a Milan Chladil
- Les grilles de ma maison: Vím, že jen sním – Pavel Novák
- Mama: Mama – Marta Kubišová
- O sole mio: Za rok se vrátím – Milan Chladil a řada dalších
- Pensiamoci Ogni Sera / Rendez-vous chaque soir: Parte na prodej – Vladěna Pavlíčková
- Pepe: Pe pe – Yvetta Simonová
- Que sont devenues les fleurs: Řekni, kde ty kytky jsou – Judita Čeřovská, Marta Kubišová, Marie Rottrová
- Vado via: Můj sen je touha žít – Hana Zagorová
- Zoum zoum zoum: Zum zum zum – Hana Zagorová